# Den volných děl

Logo, které pro den používá polská Koalicja Otwartej Edukacji

Den volných děl (anglicky Public Domain Day) je neoficiální svátek, který oslavuje vypršení autorskoprávní ochrany autorských děl. Délka ochrany se v jednotlivých státech liší (například 70 let po smrti autora, 95 let od publikace), obvykle ale zaniká s novým kalendářním rokem, dnem volného díla je proto 1. leden. Důležitým byl v USA rok 2019, protože Copyright Term Extension Act z října 1998 zpětně prodloužil ochranu o 20 let a další díla se stala volnými poprvé od ledna 1998. Při této příležitosti některé instituce pořádají přednášky a vytvářejí přehledy děl, kterým v daný rok vyprší copyright. Mezi díla uvolněná 1. ledna 2022 patřila kniha Medvídek Pú nebo Hemingwayova románová prvotina I slunce vychází. S koncem roku 2022 byla u konce ochrana posledních dvou příběhů o Sherlocku Holmesovi nebo román K majáku Virginie Woolfové.
Dlouho očekávaným dnem byl 1. leden 2024, kdy se stal volným dílem animovaný film Parník Willie, ve kterém se poprvé objevil Mickey Mouse. V roce 2025 se volnými díly stal například první román Johna Steinbecka Pohár zlata, Woolfové Vlastní pokoj, nebo první zvukový film Alfreda Hitchcocka Její zpověď.